# 萨米尔·那沙
萨米尔·那沙（Samir Nashar）是成立于2005年的叙利亚政党——叙利亚自由国家党（Syrian Free National Party）的发言人。他也是恢复公民社会委员会（Committee for Reviving the Civil Society）的成员。2006年3月25日，他在阿勒颇被军事秘密人员逮捕，之前他刚在华盛顿特区会见了一些被叙政府驱逐的反对派人物。3月26日，叙利亚人权组织呼吁当局立即释放他，3月27日获释。
目前他担任叙利亚全国委员会执行委员。